# 麥齊光
麥齊光，GBS，JP（1950年6月16日—），於2010年6月退休前為香港特別行政區政府發展局常任秘書長（工務）。退休後出任發展局支援四川重建小組的組長。於2012年7月1日，宣誓成為新一任發展局局長。同年，香港行政長官梁振英多次傳出僭建醜聞，麥齊光表示會將唐英年和梁振英的僭建事件一視同仁和公正辦理。2012年7月12日，麥齊光因為涉嫌二十多年前不誠實申請領取房屋津貼而被廉政公署拘捕。他同日中午「提出辭任」，由上任到辭職歷時僅12天，是特區政府史上任期最短的局長及首位在任期間被拘捕的問責官員。2012年7月30日，國務院根據《基本法》相關規定與特首梁振英的意見和提議，正式免去麥齊光發展局局長職務。麥齊光其後一度被判串謀詐騙罪成，經兩度上訴後被終審法院推翻定罪。

## 簡歷
早年就讀聖貞德中學及英華女學校（中七）。1973年在香港大學土木工程系畢業，獲頒工程學理學士學位，及後於1985年再獲香港大學頒授理科碩士（城市規劃）學位。麥齊光現為香港公路學會資深會員、運輸物流學會特許資深會員、英國土木工程師學會資深會員、香港工程師學會資深會員、香港工程科學院院士和中國鐵路學會高級會員。
麥齊光於1976年加入政府任助理工程師，在1994年升為總工程師，1997年升為政府工程師，2000年又晉升為首席政府工程師。2000年至2002年，他在前拓展署（今土木工程拓展署）出任新界東拓展處處長，其後出任路政署署長。2006年9月接替退休的盧耀楨出任環境運輸及工務局常任秘書長（工務）。隨著政府部門改組、發展局於2007年7月1日成立，轉任發展局常任秘書長（工務）。
在發展局常任秘書長（工務）任內，麥齊光遇上了梁展文申請任職「新世界中國地產有限公司」事件。雖然梁展文未曾在工務科下任職，麥齊光不知道梁過往在政府實際處理過的工作；但麥齊光仍然同意下屬的意見，向負責審批的公務員事務局提出，直指梁退休後任職地產公司可能會引起公眾「公眾觀感的問題」。雖然，意見未有被公務員事務局接受；但當事件曝光後，麥齊光當日的決定，使得在日後立法會專責委員會聆訊時，免受議員的責難。
麥齊光任職發展局常任秘書長（工務）一直至2010年6月中正式退休。退休前，麥齊光接受訪問告訴記者，他在政府任內最難忘的，是1976年，大圍一條火車橋倒塌，要在六星期內完成重建；以及馬鞍山的住宅大廈2000年出現沉降，要向居民解釋樓宇結構不受影響。
在時任發展局局長林鄭月娥的邀請下，麥齊光退休後仍會繼續出任發展局的非全職顧問，獲委為「發展局支援四川重建小組」的組長，負責監察和統籌香港政府支援四川地震災後重建工作，任期初訂為一年。
麥於2010年獲特區政府頒授金紫荊星章，2011年獲香港大學及香港理工大學頒授名譽院士。
2017年2月3日，表態支持特首參選人曾俊華。
面對香港土地供應緊拙，2018年初社會有意見提出在葵涌貨櫃碼頭上建造房屋，麥齊光與周明權表態支持，認為不會推倒樓市，以及會比在鐵路車廠上蓋建屋容易，他粗略估算貨櫃碼頭上蓋一旦建成住宅將可容納20至30萬人，相當於9個太古城或16個美孚新邨。

## 麥齊光涉貪案
在2012年7月，麥齊光出任發展局局長，但是隨即被香港傳媒揭發他在1980年代任職公共職務時，與路政署助理署長曾景文互相租住對方擁有位於城市花園的名下單位(9座21樓E室和9座22樓E室)，藉以申請領取政府的房屋津貼。麥齊光承認事件，但強調他的做法依足當年政府指引，沒有違規和不屬於個人操守問題。後來《蘋果日報》等傳媒進一步查出麥曾兩人均簽署法律文件，授權對方全權處理所租住物業的買賣，包括決定售價，而兩個單位後來賣出時在合約上簽署者都是租用的一方，令人懷疑租客才是該單位的真正業主。隨著民主黨成員陳樹英攜同剪報到廉政公署報案，廉署開始進行刑事調查，麥齊光於7月12日早上被廉署人員拘捕帶返北角總部。同日中午過後，政府宣佈麥齊光提出辭任發展局局長，其工作交由財政司司長處理。隨後，廉政公署亦發表聲明，證實該署拘捕了一名政府決策局局長、一名政府部門助理署長及另外兩名人士，懷疑他們在申領政府房屋津貼時涉嫌違反《防止賄賂條例》。7月30日，麥正式被免任發展局局長。2013年6月24日，2人被裁定6項罪名全部成立，於同年8月8日於區域法院，被判監禁8個月，緩刑2年。2016年1月6日，終審法院裁定2人上訴得直，撤銷串謀詐騙的定罪。